# Ursulines de saint Jérôme
Les Ursulines de saint Jérôme  (en latin : Congregatio Sorores Ursulinae a Somascha) sont une congrégation religieuse féminine enseignante de droit pontifical. 

## Histoire
La congrégation est issue d'une école privée gratuite fondée à Somasca par Catherine Cittadini (1801-1857) avec l'aide de sa sœur Judith. Après la mort de cette dernière en 1840, Catherine décide en 1844 de fonder un nouvel institut religieux qui est placé sous le patronage de saint Jérôme Emilien, à la fois par la dévotion de Catherine pour le saint, et aussi parce que Pier Franco Caucini, qui aide Catherine à rédiger les constitutions religieuses, est un clerc régulier de Somasque. Cependant, la nouvelle congrégation n'a aucun lien avec les Somasques puisque le 30 octobre 1932, l'institut est agrégé à l'ordre des Frères mineurs.
Les Ursulines de saint Jérôme sont approuvées le 14 décembre 1857 par l'évêque de Bergame, Pietro Luigi Speranza. En 1882, elles ouvrent leur première maison en dehors de Somasca et en 1964, fondent leurs premières maisons à l'étranger (Inde et Bolivie). L'institut obtient le décret de louange le 5 août 1917 du pape Benoît XV, et ses constitutions sont définitivement approuvées par le Saint-Siège le 4 juin 1935.

## Activités et diffusion
Les Ursulines de saint Jérôme se consacrent principalement à l’enseignement de la jeunesse.
Elles sont présentes en:
- Europe : Italie.
- Amérique : Bolivie, Brésil.
- Asie : Inde, Indonésie, Philippines.

La maison généralice est à Bergame.
En 2017, la congrégation comptait 304 sœurs dans 55 maisons.